# Episodi di Merlí: Sapere Aude (prima stagione)
La prima stagione di Merlí: Sapere Aude, composta da 8 episodi, è stata trasmessa in Spagna via streaming su Movistar+ il 5 dicembre 2019.
La stagione è stata distribuita in Italia su Netflix a partire dal 18 agosto 2022.
| n° | Titolo originale           | Titolo italiano | Prima TV Spagna | Prima Italia   |
| -- | -------------------------- | --------------- | --------------- | -------------- |
| 1  | Sapere Aude                | Episodio 1      | 5 dicembre 2019 | 18 agosto 2022 |
| 2  | Fin amor                   | Episodio 2      | 5 dicembre 2019 | 18 agosto 2022 |
| 3  | El cardumen                | Episodio 3      | 5 dicembre 2019 | 18 agosto 2022 |
| 4  | Le petite mort             | Episodio 4      | 5 dicembre 2019 | 18 agosto 2022 |
| 5  | Bizitza                    | Episodio 5      | 5 dicembre 2019 | 18 agosto 2022 |
| 6  | Crazy                      | Episodio 6      | 5 dicembre 2019 | 18 agosto 2022 |
| 7  | Rio                        | Episodio 7      | 5 dicembre 2019 | 18 agosto 2022 |
| 8  | El batalló sagrat de Tebes | Episodio 8      | 5 dicembre 2019 | 18 agosto 2022 |